# Campionato rumeno di calcio 1926-1927
Il Campionato Nazionale 1926-1927 è stata la 15ª edizione del campionato rumeno di calcio. La fase finale è stata disputata tra luglio e agosto 1927 e si concluse con la vittoria finale del Chinezul Timișoara, al sesto titolo consecutivo.

## Formula
Le squadre vennero suddivise in gironi regionali, con le vincitrici ammesse alle finali nazionali disputate ad eliminazione diretta. Rispetto all'anno precedente il numero dei gironi passò da undici a dieci con l'eliminazione dei girone di Craiova ed Oradea e la creazione di quello di Galați. Quattro squadre disputarono un turno preliminare per entrare nel tabellone principale.

## Partecipanti
| Regione   | Squadra                        |
| Arad      | AMEF Arad                      |
| Brașov    | Colțea Brașov                  |
| Bucarest  | Unirea Tricolor București      |
| Cernăuți  | Macabi Cernăuți                |
| Chișinău  | Mihai Viteazul Chișinău        |
| Cluj      | Universitatea Cluj             |
| Galați    | Dacia Vasile Alecsandri Galați |
| Satu Mare | Olimpia Satu Mare              |
| Sibiu     | Societatea de Gimnastica Sibiu |
| Timișoara | Chinezul Timișoara             |

## Fase finale

### Preliminare
Il turno preliminare per accedere al tabellone finale fu disputato il 3 luglio 1927.
| Squadra 1                      | Risultato | Squadra 2                 |
| ------------------------------ | --------- | ------------------------- |
| Societatea de Gimnastica Sibiu | 2 - 3     | Unirea Tricolor București |
| Mihai Viteazul Chișinău        | 6 - 0     | Macabi Cernăuți           |

### Quarti di finale
Gli incontri vennero disputati tra il 10 e il 17 luglio 1927. Una prima partita tra Unirea Tricolor e Mihai Viteazul Chișinău terminò 4-4 dopo i tempi supplementari e fu rigiocata il giorno seguente sempre a Bucarest.
| Squadra 1                      | Risultato | Squadra 2               |
| ------------------------------ | --------- | ----------------------- |
| Dacia Vasile Alecsandri Galați | 1 - 7     | Colțea Brașov           |
| Unirea Tricolor București      | 3 - 1     | Mihai Viteazul Chișinău |
| Universitatea Cluj             | 3 - 0     | AMEF Arad               |
| Chinezul Timișoara             | 6 - 1     | Olimpia Satu Mare       |

### Semifinali
Gli incontri vennero disputati il 31 luglio 1927.
| Squadra 1          | Risultato | Squadra 2                 |
| ------------------ | --------- | ------------------------- |
| Colțea Brașov      | 4 - 1     | Unirea Tricolor București |
| Chinezul Timișoara | 5 - 2     | Universitatea Cluj        |

### Finale
Una prima finale fu disputata ad Arad il 7 agosto 1927 e terminò 2-2 dopo i tempi supplementari e fu rigiocata nella stessa città il giorno successivo.
| Squadra 1          | Risultato | Squadra 2     |
| ------------------ | --------- | ------------- |
| Chinezul Timișoara | 4 - 3     | Colțea Brașov |

## Verdetti
- Chinezul Timișoara Campione di Romania 1926-27.